# 소울칼리버 III
소울칼리버 III(Soulcalibur III, 일본어: ソウルキャリバーIII)는 소울칼리버 시리즈의 네 번째 작품이자 소울칼리버 II의 속편으로서 남코가 제작한 대전 격투 게임이다. 처음에 2005년 플레이스테이션 2용으로 출시되었다. 개선된 아케이드 버전인 소울칼리버 III: 아케이드 에디션(Soulcalibur III: Arcade Edition)이 2006년 출시되었다. 아케이드 버전의 마지막 소울칼리버 게임이며 소울칼리버 IV 이후부터는 아케이드 버전으로 출시되지 않았다. 소울칼리버 시리즈의 1590 A.D. 삼부작 게임 중 두 번째 게임으로, II와 IV 사이에 위치한다.

## 평가
| 통합 점수  | 통합 점수 |
| 통합사     | 점수      |
| ---------- | --------- |
| 메타크리틱 | 86/100    |
| 평론 점수  |           |
| 평론사     | 점수      |
| 1UP.com    | A         |
| 에지       | 8/10      |
| EGM        | 9/10      |
| 유로게이머 | 8/10      |
| 게임프로   | 4/5       |
| 게임스팟   | 8.2/10    |
| IGN        | 8.5/10    |

| 수상                                   | 수상                      |
| 평론사                                 | 수상                      |
| -------------------------------------- | ------------------------- |
| Academy of Interactive Arts & Sciences | Fighting Game of the Year |